# Baarsdorp
Baarsdorp is een gehucht en een heerlijkheid in de provincie Zeeland, gemeente Borsele. Het gehucht is gelegen langs de snelweg A58.
Het dorp is ontstaan rond het voormalige mottekasteel Baarsdorp, waarvan tegenwoordig slechts de kasteelberg rest. Het kasteel van Baarsdorp is in de 18de eeuw afgebroken. Het gotische kerkje dat naast het kasteel gelegen was, is afgebroken in 1880. Sindsdien is Baarsdorp een gehucht.
Baarsdorp was eeuwenlang onderdeel van de ambachtsheerlijkheid Sinoutskerke en Baarsdorp. Enkele oude rechten die aan de heerlijkheid zijn verbonden, zijn tot in de 21e behouden gebleven en tot immaterrieel erfgoed verklaard.
In 1795 werd het gehucht onderdeel van de gemeente Sinoutskerke en Baarsdorp, die in 1816 opging in 's-Heer Abtskerke.
Het wapen van Baarsdorp is dat van de heerlijkheid Baarsdorp en bevat in zwart een dwarsbalk van zilver, over alles heen een Andreaskruis van rood.

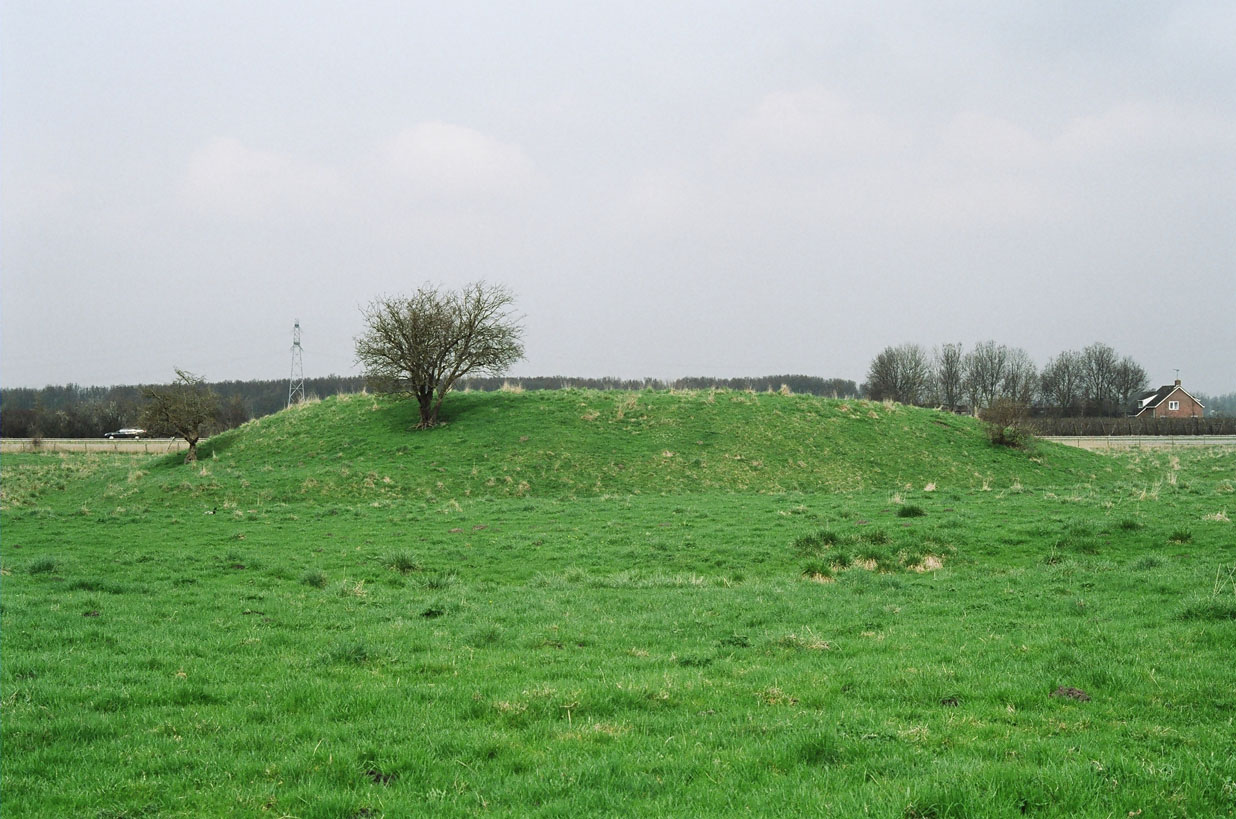
Vliedberg bij Baarsdorp

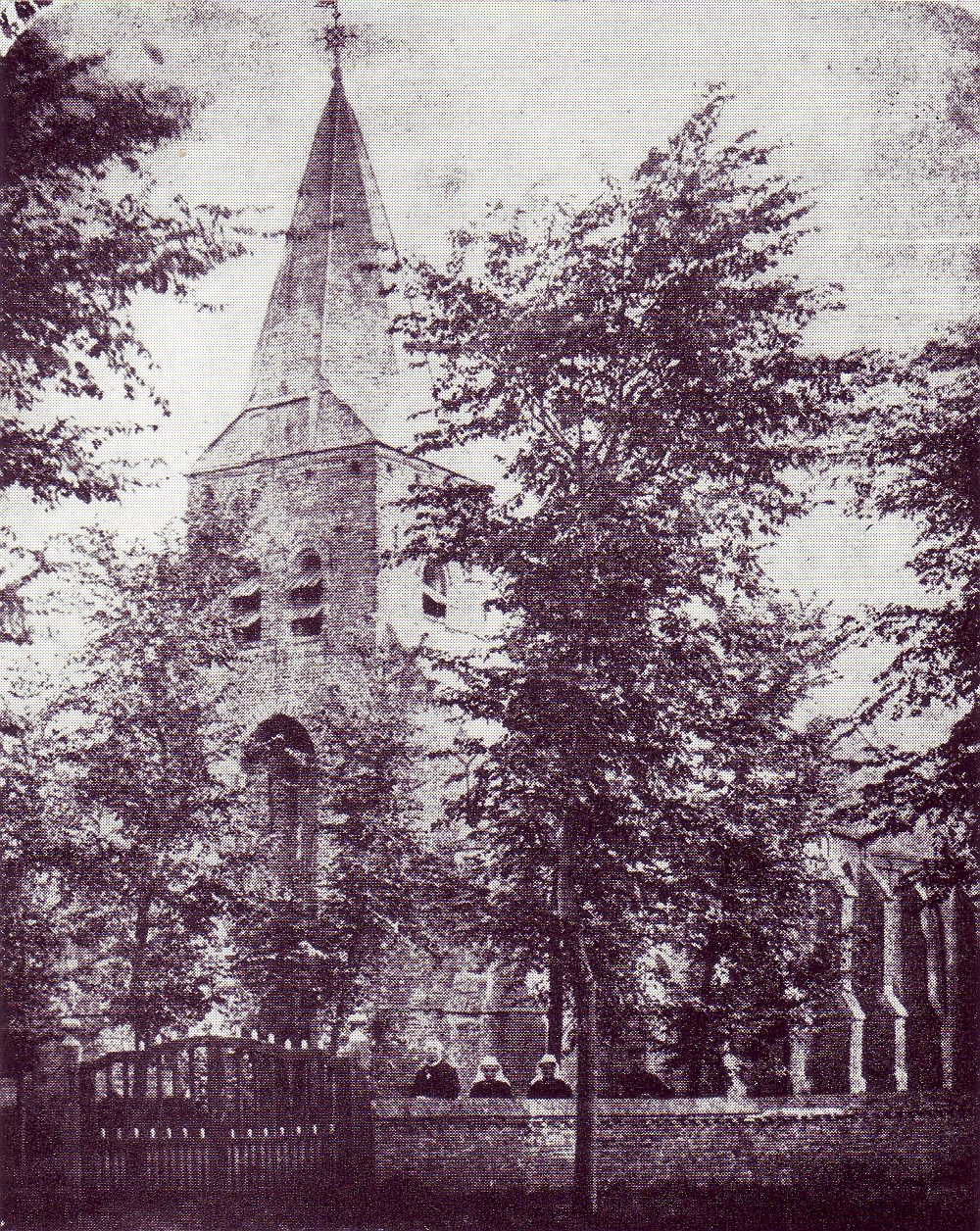
Kerk Baarsdorp 1880

Dorpen: Baarland · Borssele · Driewegen · Ellewoutsdijk · 's-Gravenpolder · 's-Heer Abtskerke · 's-Heerenhoek · Heinkenszand · Hoedekenskerke · Kwadendamme · Lewedorp · Nieuwdorp · Nisse · Oudelande · Ovezande

Buurtschappen: Baarsdorp · Bakendorp · Coudorpe · Graszode · Knaphof · Koekoek · Langeweegje · Het Oudeland · Rijkebuurt · Scheldeoord · Sinoutskerke · 't Vlaandertje · De Zak 

Zeeland: Steden en dorpen in Zeeland      Nederland: Provincies · Gemeenten